# Ruga (Mugu)
Ruga – gaun wikas samiti w zachodniej części Nepalu w strefie Karnali w dystrykcie Mugu. Według nepalskiego spisu powszechnego z 2011 roku liczył on 709 gospodarstw domowych i 3899 mieszkańców (1903 kobiety i 1996 mężczyzn).